# Стад де Женев
«Стад де Жене́в» (фр. Stade de Genève) — футбольный стадион в Женеве, Швейцария. Вместимость 32,000 человек. Стадион был открыт в 2003 году вместо устаревшего Стад-де-Шармиль. На стадионе свои домашние матчи проводит местная футбольная команда ФК Серветт. Кроме этого на этом стадионе проводились международные товарищеские встречи между Аргентиной и Англией (12 ноября 2005), который со счётом 3:2 выиграла Англия, и матч между сборными Новой Зеландии и Бразилии (4 июня 2006), в котором сборная Бразилии победила 4:0.
Этот стадион был выбран для проведения матчей чемпионата Европы 2008. Здесь прошли три матча группы А.
На стадионе также проводятся матчи по регби-15.
9 февраля 2011 на стадионе был проведен товарищеский матч между сборными Португалии и Аргентины (1:2) .
Стоимость постройки составила 240 млн швейцарских франков.